# Zacla picticeps
Zacla picticeps är en insektsart som först beskrevs av Walker, F. 1869.  Zacla picticeps ingår i släktet Zacla och familjen syrsor. Inga underarter finns listade i Catalogue of Life.